# Stanisław Kirpsza
Stanisław Kirpsza (* 1. Januar 1955 in Igryły; † 8. Oktober 1980 ebenda) war ein polnischer Radrennfahrer und nationaler Meister im Radsport.

## Sportliche Laufbahn
Kirpsza war im Straßenradsport und im Bahnradsport aktiv. 1978 und 1979 siegte er in der nationalen Meisterschaft im Mannschaftszeitfahren. 1974 und 1979 gewann er die Bronzemedaille bei der Meisterschaft im Einzelzeitfahren. 1976 holte er einen Etappensieg im Rennen Dookola Mazowsza und 1978 in der Rheinland-Pfalz Rundfahrt. 1979 kam Kirpsza im britischen Milk Race auf den 17. Platz. 
1978 und 1979 gewann Kirpsza die nationale Meisterschaft in der Mannschaftsverfolgung, 1977 war er Vizemeister geworden. In der Einerverfolgung kam er 1979 auf den zweiten Rang der Meisterschaft.